# Kadron

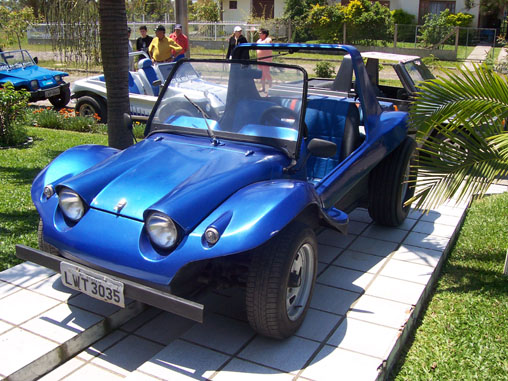
Kadron Buggy

Kadron Engenharia, Indústria e Comércio Ltda. war ein brasilianischer Hersteller von Automobilen und Kit Cars.

## Unternehmensgeschichte
Das Unternehmen aus São Paulo stellte zunächst Stoßstangen, Auspuffanlagen und weiteres Fahrzeugzubehör her. Ende 1969 begann die Produktion von Automobilen, zunächst noch in den Werkshallen von Puma und ab 1971 in eigenen Hallen. Der Markenname lautete Kadron. 1995 übernahm Cofap das Unternehmen. Etwa 600 Fahrzeuge entstanden.
Caetano, Classic Car Réplicas, Cross Way, German Racing, Mufacar und Swell fertigten ähnliche Modelle.

## Fahrzeuge
Im Angebot standen Buggies, entworfen von Anísio Campos. Ein Fahrgestell von Volkswagen do Brasil, das um 35 cm gekürzt wurde, ein luftgekühlter Vierzylinder-Boxermotor im Heck und eine offene türlose Karosserie aus Fiberglas waren die Details.
Das Modell wurde anfangs Tipo genannt und später nur noch Kadron. Es war der erste Buggy des Landes. Die vorderen Scheinwerfer waren teilweise in die Fahrzeugfront integriert. Wenig später waren ein Hardtop und Türen erhältlich.